# Сен-Венсан-де-Меркюз
Сен-Венсан-де-Меркюз (фр. Saint-Vincent-de-Mercuze) — коммуна во Франции, находится в регионе Рона — Альпы. Департамент коммуны — Изер. Входит в состав кантона От-Грезиводан. Округ коммуны — Гренобль.
Код INSEE коммуны — 38466. Население коммуны на 2012 год составляло 1 375 человек. Населённый пункт находится на высоте от 238 до 863 метров над уровнем моря. Муниципалитет расположен на расстоянии около 480 км юго-восточнее Парижа, 100 км юго-восточнее Лиона, 28 км северо-восточнее Гренобля. Мэр коммуны — Philippe Baudain, мандат действует на протяжении 2014—2020 гг. В Сен-Венсан-де-Меркюз родился Эрнест Дудар де Лагре — французский исследователь и дипломат.
Динамика населения (INSEE):